# 聖伊薩貝爾區
聖伊薩貝爾區（西班牙語：Distrito de Santa Isabel），是巴拿馬的一個行政區，位於該國中部，由科隆省負責管轄，始建於1855年，面積727.2平方公里，2010年人口3,645，人口密度每平方公里5.01人。
9°31′N 79°10′W / 9.517°N 79.167°W